# William Hanley Trophy
William Hanley Trophy je hokejová trofej, která je každoročně udělována hráči v lize Ontario Hockey League, který prokáže největší zaujetí pro sport a prokáže největšího sportovního ducha. Trofej je pojmenována po Williamu Hanleym, bývalém tajemníku manažera Ontario Hockey Association, který v této funkci působil 25 let.

## Vítězové William Hanley Trophy
| Sezóna  | Hráč                                     | Tým                                      |
| ------- | ---------------------------------------- | ---------------------------------------- |
| 2021/22 | Wyatt Johnston                           | Windsor Spitfires                        |
| 2020/21 | sezóna zrušena kvůli pandemii koronaviru | sezóna zrušena kvůli pandemii koronaviru |
| 2019/20 | Nicholas Robertson                       | Peterborough Petes                       |
| 2018/19 | Nick Suzuki                              | Owen Sound a Guelph                      |
| 2017/18 | Nick Suzuki                              | Owen Sound Attack                        |
| 2016/17 | Nick Suzuki                              | Owen Sound Attack                        |
| 2015/16 | Mike Amadio                              | North Bay Battalion                      |
| 2014/15 | Dylan Strome                             | Erie Otters                              |
| 2013/14 | Connor McDavid                           | Erie Otters                              |
| 2012/13 | Tyler Graovac                            | Belleville Bulls                         |
| 2011/12 | Brandon Saad                             | Saginaw Spirit                           |
| 2010/11 | Jason Akeson                             | Kitchener Rangers                        |
| 2009/10 | Ryan Spooner                             | Peterborough Petes                       |
| 2008/09 | Cody Hodgson                             | Brampton Battalion                       |
| 2007/08 | Nick Spaling                             | Kitchener Rangers                        |
| 2006/07 | Tom Pyatt                                | Saginaw Spirit                           |
| 2005/06 | Wojtek Wolski                            | Brampton Battalion                       |
| 2004/05 | Jeff Carter                              | Sault Ste. Marie Greyhounds              |
| 2003/04 | Andre Benoit                             | Kitchener Rangers                        |
| 2002/03 | Kyle Wellwood                            | Windsor Spitfires                        |
| 2001/02 | Brad Boyes                               | Erie Otters                              |
| 2000/01 | Brad Boyes                               | Erie Otters                              |
| 1999/00 | Mike Zigomanis                           | Kingston Frontenacs                      |
| 1998/99 | Brian Campbell                           | Ottawa 67’s                              |
| 1997/98 | Matt Bradley                             | Kingston Frontenacs                      |
| 1996/97 | Alyn McCauley                            | Ottawa 67’s                              |
| 1995/96 | Jeff Williams                            | Guelph Storm                             |
| 1994/95 | Vitalij Jačmeněv                         | North Bay Centennials                    |
| 1993/94 | Jason Allison                            | London Knights                           |
| 1992/93 | Pat Peake                                | Detroit Compuware Ambassadors            |
| 1991/92 | John Spoltore                            | North Bay Centennials                    |
| 1990/91 | Dale Craigwell                           | Oshawa Generals                          |
| 1989/90 | Mike Ricci                               | Peterborough Petes                       |
| 1988/89 | Kevin Miehm                              | Oshawa Generals                          |
| 1987/88 | Andrew Cassels                           | Ottawa 67’s                              |
| 1986/87 | Scott McCrory Keith Gretzky              | Oshawa Generals Hamilton Steelhawks      |
| 1985/86 | Jason Lafreniere                         | Belleville Bulls                         |
| 1984/85 | Scott Tottle                             | Peterborough Petes                       |
| 1983/84 | Kevin Conway                             | Kingston Canadians                       |
| 1982/83 | Kirk Muller                              | Guelph Platers                           |
| 1981/82 | Dave Simpson                             | London Knights                           |
| 1980/81 | John Goodwin                             | Sault Ste. Marie Greyhounds              |
| 1979/80 | Sean Simpson                             | Ottawa 67’s                              |
| 1978/79 | Sean Simpson                             | Ottawa 67’s                              |
| 1977/78 | Wayne Gretzky                            | Sault Ste. Marie Greyhounds              |
| 1976/77 | Dale McCourt                             | St. Catharines Fincups                   |
| 1975/76 | Dale McCourt                             | Hamilton Fincups                         |
| 1974/75 | Doug Jarvis                              | Peterborough Petes                       |